# Unblack metal
L'unblack metal (detto anche christian black metal oppure grey metal) è un sottogenere del black metal e del christian metal (quest'ultimo detto anche white metal) che utilizza lo stile sonoro del black metal ribaltandone però l'approccio ideologico. È dunque un black metal a tutti gli effetti a livello musicale che, tuttavia, gli si oppone contenutisticamente (per questo l'uso del prefisso negativo "un-"), ed è utilizzato quale veicolo di tematiche e testimonianze di fede cristiana.
Tra i gruppi di maggior successo dell'unblack metal (nonostante rimanga un genere poco diffuso e "sotterraneo") ci sono Horde, Antestor, Crimson Moonlight, Slechtvalk, Sanctifica e Frosthardr.

## Storia
La band antesignana di tutta la corrente unblack (già esistevano comunque da svariati anni diversi gruppi cristiani dediti ad altri generi estremi, quali il thrash metal e il death metal, e trattanti tematiche simili) furono gli Horde che nel 1994 uscirono con  Hellig Usvart (titolo che, tradotto dal norvegese, significa "Holy Unblack", un gioco di parole in antitesi con l'"Unholy Black" dei Darkthrone), opera in realtà di una "one man band" avvolta nell'anonimato (l'unico componente si faceva chiamare, appunto, "Anonymous"); successivamente si scoprì che "Anonymous" non era altri che l'australiano Jayson Sherlock, ex batterista dei Mortification di Steve Rowe e poi anche dei Paramaecium.
Quest'opera suscitò, allora, le ire dell'Inner Circle i cui adepti minacciarono di morte "Anonymous", così come avevano fatto già con i norvegesi Antestor(ex Crush Evil) che in un paio di demo del '91 e del '93 avevano proposto un death/doom metal contenente vere e proprie professioni di Fede.

Subito dopo l'uscita di Hellig Usvart degli Horde, gli Antestor stessi inserirono nel full-length in lavorazione, Martyrium, moltissimi passaggi black metal con tanto di screaming, che affiancavano e spesso sostituivano il consueto sound del gruppo, che di lì in poi divenne puramente black. A partire dagli Antestor la progressione del genere fu continua, e ora le band incanalabili nel filone sono tra le cento e le duecento, di provenienza per lo più scandinava, brasiliana e statunitense, ma non solo. anche in italia si hanno tracce di questo sottogenere di cui un gruppo recentemente uscito su distribuzione digitale earache records i fiorentini MenagraM col disco seven works of mercy del 2023, dediti a sonorità di stampo doom e black metal.

## Caratteristiche
Questa forma musicale è utilizzata quale espressione di caos delle passioni e di profondo dolore interiore, stati che vengono, nell'unblack, correlati alla crudezza della vita spirituale del cristiano, della sua lotta per la purezza contro il mondo, contro il peccato e Satana. Il Cristianesimo manifestato dai gruppi unblack si presenta dunque oltre che teologico anche esistenzialista, e diviene così un'esteriorizzazione dei turbinii intimisti legati alla vita di Fede.
Le tematiche che tratta una unblack band sono generalmente: l'antisatanismo (ovvero "anti-Satana", mai "anti-satanisti") e il "crush evil" (la battaglia spirituale); riflessioni filosofico-esistenzialiste in chiave cristiana; preghiere e adorazioni rivolte a Dio; lodi alla sovranità eterna di Gesù Cristo e partecipazione emotiva alla sua Passione terrena; in più, ovviamente, le tematiche apocalittiche.

## Controversie
Nonostante il genere sia nato sotto il termine "unblack" nella sua diffusione nei paesi scandinavi questa concettualizzazione non fu recepita, e assunse la definizione di "christian black metal". I sostenitori di questa definizione si battono (a tutt'oggi) contro l'equazione black = satanismo/anti-cristianesimo, e affermano, invece, che l'unico vero black metal sia in realtà di matrice cristiana (in quanto dono di Dio).
Secondo tale scuola di pensiero non ci sarebbe bisogno di fondare un nuovo sottogenere musicale ma occorrerebbe, al contrario, riappropriarsi della definizione di black metal. Allo stesso tempo, i fautori della tesi opposta recriminano che una ridefinizione del "black metal" in chiave cristiana  cozzerebbe con l'ideologia di fondo che ha fatto nascere e diffondere questo genere.
In ogni caso, i maggiori sostenitori della definizione "unblack" riconoscono l'origine, e pure il successivo sviluppo, satanico ed anti-cristiano del black metal e da questo si distaccano completamente, definendo tale produzione musicale come altro genere, speculare, ma al contempo antitetico, l'"un-black" per l'appunto, che col "black" non ha più nulla a che fare, ma che, tuttavia, utilizza in modo "retto" (secondo la prospettiva cristiana).
La diatriba terminologica ha anche profonde radici geografiche, tanto da evidenziare un maggior uso dell'accezione "unblack metal"(dove si utilizza il termine "unblack", si ama anche utilizzare il termine "white", per indicare il movimento christian metal in generale) nel sud del mondo e, principalmente, nel centro e Sud America, nel sud-Ovest europeo ed in Australia, con, però, un recente sviluppo nell'underground statunitense, grazie anche ad alcune etichette di settore che hanno cominciato ad utilizzare tale terminologia in prima persona.

La definizione "christian black metal" è invece peculiare di quelle aree nordiche, dove si tende a non ghettizzare questo movimento, nel tentativo - finora invero vano - di innestarlo appieno nella scena metal tradizionale (questa accezione è diffusa per lo più in nord-America e soprattutto nel centro-nord Europa). In queste aree non è spesso ben visto anche il termine "white metal", che viene relegato alla prima fase del movimento, fase caratterizzata dallo sviluppo di numerose band heavy e thrash ed inquadrabile fra gli anni '80 ed i primi '90.

## Case discografiche e festival
Tra le etichette dedite alla diffusione dell'unblack vanno citate in primis la brasiliana Extreme Records e le statunitensi Son of Man Records (R.I.P.) e E.E.E. Recordings. Un appoggio sostanzioso viene anche delle scandinave Momentum Scandinavia ed Endtime Productions, dalla statunitense Bombworks Records, dalla tedesca Whirlwind Records. Molte unblack band escono invece tramite autoproduzioni.
Circa i festival, grandi eventi periodici specificamente unblack non ce ne sono, così le unblack band suonano in festival cristiani insieme a band di altri generi musicali. E qui l'elenco dei festival dedicati è molto lungo, ma citazione d'onore va fatta per l'Elements of Rock (Svizzera), l'Endtime Festival (Svezia), il Nordic Fest (Norvegia), l'Immortal Fest (Finlandia), il Flevo (Paesi Bassi), il Cornerstone Festival (Stati Uniti) e la Sagra di Costabissara (Italia).